# Argyroploce aquilonana
Argyroploce aquilonana is een vlinder uit de familie bladrollers (Tortricidae). De wetenschappelijke naam is voor het eerst geldig gepubliceerd in 1932 door Karvonen.
De soort komt voor in Europa.